# Taktakenéz
Taktakenéz is een plaats (község) en gemeente in het Hongaarse comitaat Borsod-Abaúj-Zemplén. Taktakenéz telt 1235 inwoners (2001).